# Olivia Smith
Olivia Smith, née le 5 août 2004 à North York, en banlieue de Toronto dans la province de l´Ontario, est une joueuse de soccer internationale canadienne. Elle évolue actuellement au milieu de terrain pour Arsenal.

## Biographie
De 2020 à 2022, Olivia Smith joue son soccer amateur pour les North Toronto Nitros dans la Ligue1 Ontario. En 2022, Smith rejoint les Nittany Lions de l'université d'État de Pennsylvanie évoluant dans la NCAA. Elle a une saison compliquée avec seulement un but inscrit.

### En club professionnel
En 2023, Olivia Smith part au Portugal et signe au Sporting CP. Elle réussit une excellente saison 2023-2024 avec les Lisboètes, inscrit 13 buts en 18 matches et est nommée révélation de l'année.
Après une saison à Lisbonne, elle est recrutée par Liverpool pour plus de 200 000 £, un record pour le club. Le 13 octobre 2024, elle inscrit le premier but de l'histoire des féminines de Liverpool à Anfield face à Manchester City. Pour la saison 2024, elle marque 7 buts en 20 matchs. 
À l'intersaison 2025, elle est recrutée par Arsenal pour un million de livres, faisant d'elle le transfert le plus cher de l'histoire du football féminin. Par la suite, le 17 juillet 2025, Olivia Smith signe un contrat de 4 ans avec le club Arsenal au montant de 1 millions de livres anglaise soit environ 1.84 millions de dollars canadiens. Smith devient ainsi la joueuse la mieux rénumérée du football féminin international.

### En sélection nationale
Olivia Smith participe au championnat des moins de 15 ans de la CONCACAF en 2018.
Un an plus tard, elle découvre déjà la sélection senior, et devient la plus jeune internationale canadienne de l'histoire à seulement 15 ans et 94 jours en rentrant en jeu lors d'un match amical face au Brésil.
Elle dispute ensuite la coupe du monde des moins de 20 ans en 2022, puis le championnat des moins de 20 ans de la CONCACAF l'année suivante.
En 2023, elle prend part à sa première coupe du monde en Australie, et entre en jeu face au pays hôte. C'est la benjamine de l'équipe canadienne.
Après avoir brillé lors de la Gold Cup 2024, où elle inscrit son premier but en senior, elle n'est pas retenue pour les Jeux olympiques de Paris. En 2024, elle est nommée jeune joueuse canadienne de l'année par la fédération canadienne.